# Nena
Nena (polgári nevén Gabriele Susanne Kerner) (Hagen, 1960. március 24. –) német énekesnő. Világhírűvé a 99 Luftballons című dala tette, de ezután már nem került egyik műve sem a popzenei élvonalba, emiatt a legtöbb forrás egyslágeres előadónak tartja. Magyarországon ezen kívül a Lisa csak egy van című német sorozat főcímdala, a Liebe ist előadójaként is ismerhetik.

## Élete
Nena egy észak-rajna-vesztfáliai városban, Hagenben született, a Nena név egy spanyolországi nyaralás során ragadt rá, amikor háromévesen a spanyolok „niña”-nak nevezték, amely spanyolul kislányt jelent. Első zenekara a The Stripes volt, ami nem igazán ért el sikereket, ezért hamar feloszlott. Ezután Nena és a The Stripes dobosa és egyben Nena akkori szerelme, Rolf Brendel Nyugat-Berlinbe repült, ahol 1982-ben megalapították az együttest, melyet Nenának neveztek el. Az együttes 1987-ben oszlott fel, az énekesnő 1987-től szólistaként dolgozik. 1984-ben nemzetközileg ismert lett a 99 Luftballons című dalával. 1989 és 1997 között öt gyermeket szült két különböző férfinak. Nena nevéhez számtalan gyermeklemez is fűződik, amiért 2008-ban megkapta a Deutsch Kinderpreist, a német „gyermekekért díjat“.
Szólókarrierje kezdetén akkori párjával, Benedict Freitaggal kezdett családalapításba. Elsőszülött fiuk (Christopher Daniel) azonban egy orvosi műhiba következtében – ami a szülés alatt szívleállást okozott az anyának is – 11 hónapos korában elhunyt. 1990-ben Nena egészséges ikreknek (Larissa Maria és Sakias Manuel) adott életet, a szülők kapcsolata azonban nem bírta ki az idő próbáját. Ezután az énekesnő Philip Palm producerrel állt össze, és további két gyereke született: Samuel Vincent 1995-ben, illetve Simeon Joel 1997-ben. Visszatérésére 2002-ben, húsz évvel első sikerei után került sor, ekkor több híres slágerét újrahangszerelt változatban piacra dobta, és a nyolcvanas évek angol csillagával, Kim Wilde-dal énekelt duettet az újrahangszerelt „Anyplace, Anywhere, Anytime” című dalában, amit két nyelven énekeltek egyszerre és több országban, elsősorban német nyelvterületen hódította meg a listákat. 2005-ben piacra dobta Willst du mit mir gehen („Akarsz velem járni?”) című lemezét és a hasonló címet viselő könyvét is, amely bestseller lett Németországban. A lemezt és az azt követő turnét is elképesztő siker koronázta német nyelvterületeken. A Cover me című dupla albumával, amin angol és német dalok is szerepeltek, régi álma vált valóra. Felénekelt több, mint 30 kedvenc dalt a kedvenc előadóitól. 2008 őszén megjelentette Himmel, Sonne, Wind und Regen („Égbolt, nap, szél és eső”) című gyermekalbumát, amely aranylemez lett. 2009. október 2-án jelent meg következő albuma Made in Germany címmel, amiről az első kislemez a Wir sind wahr, szeptember 18-án került piacra, és jól szerepelt a német lemezeladási listákon.
Ezt követően 2010 áprilisában Nena három országot (Németország, Svájc, Ausztria) felölelő nagyszabású koncertturnéra indult, ezzel is megünnepelve ötvenedik születésnapját. 2011 márciusában a Die Atzen nevű formáció közreműködésével felénekelte a Strobo Pop című számot, amely a 2011-es nyár meghatározó zenéje a fiatalok körében. Ehhez a szerzeményhez klipet is forgattak.

## Hírneve
Amerikában ugyan kevésbé ismert énekesnő, a 99 Luftballons című dala német nyelven azonban első helyig jutott. Angolul is elénekelte ezt a dalt, amely 19 országban került a slágerlisták élére. Ugyanezt a dalt hallhattuk már a Rammstein és GoldFinger előadásában is, valamint a magyar Sugarloaf nevű együttes is lefordította és feldolgozta, ez a szám a Luftballon címet kapta. Nena 2002-es visszatérésekor újból felénekelte ezt a dalt Nena feat. Nena című albumára, azonban itt már csak a dal új verzióját hallhattuk. Ugyanerről a lemezről a Kim Wilde-dal énekelt Anyplace, Anywhere, Anytime című duett hazánkban is sikeres volt. A Lisa csak egy van (Verliebt in Berlin) sorozat révén Liebe ist című slágere is ismert Magyarországon. Lemezeinek számán, kitüntetésein, sikerein is látszik, hogy az elmúlt évek alatt megdolgozott a sikeréért.
2007-ben társalapítója volt a Neue Schule Hamburg nevű, a demokratikus oktatás sudburyi modelljét alkalmazó magániskolának.

## Albumai
- The Stripes (1980)
- Nena (1983)
- Fragezeichen (1984)
- 99 Luftballons (1984)
- Feuer und Flamme (1985)
- It's All In The Game (1985)
- Eisbrecher (1986)
- Wunder gescheh'n (1989)
- Komm lieber Mai… (1990)
- Nena Die Band (1991)
- Bongo Girl (1992)
- Und alles dreht sich (1994)
- Nena singt die schönsten Kinderlieder (1994)
- Nena Live (1995)
- Unser Apfelhaus (1995)
- Nena und die Bambus Bären Bande (1996)
- Jamma nich (1997)
- Nenas Weihnachtsreise (1997)
- Wenn alles richtig ist, dann stimmt was nich (1998)
- Nena macht… Rabatz (1999)
- Chokmah (2001)
- Nenas Tausend Sterne (2002)
- Nena feat. Nena (2002)
- Madou und das Licht der Fantasie (2002)
- Nena Live Nena (2004)
- Willst du mit mir gehen (2005)
- Cover me (2007)
- Himmel, Sonne, Wind und Regen (2008)
- Made in Germany (2009)
- Du bist gut (2012)
- Oldschool (2015)

## Filmjei
- 1983: Gib Gas – Ich will Spaß
- 1985: Richy Guitar (mellékszerep; akkori zenekarával)
- 1987: Der Unsichtbare

## Szinkronszerepei
- 1998: Das magische Schwert – Die Legende von Camelot – „Kayley” (ének)
- 1999: Tobias Totz und sein Löwe – „Lea”, az oroszlánbarátnő
- 2001: Die Abrafaxe – Unter schwarzer Flagge – „Anne Bonny”
- 2006: Arthur és a villangók – „Selenia” hercegnő
- 2006: Eragon – „Saphira”, a sárkány hangja

## Kitüntetései
- 1982:  Goldener BRAVO-Otto „Legjobb német énekesnő”
- 1983:  Goldener BRAVO-Otto „Legjobb német együttes”
- 1984:  Goldene Europa „Az év legjobb pop albuma”
- 1984:  Goldener BRAVO-Otto „A legjobb német együttes”
- 1990: „Goldene Stimmgabel” A legsikeresebb előadó 1989/90
- 1992: RSH-Gold Az év legsikeresebb énekesnője
- 1994: „Goldene Stimmgabel” Legsikeresebb pop előadó
- 2002: „Goldene Stimmgabel” Legsikeresebb pop előadó
- 2002: 1LIVE Krone Életmű
- 2003: Echo Award Legsikeresebb német énekesnő
- 2003: Comet (Musikpreis) Német énekesnő
- 2004: Amadeus - Austrian Music Award  Legsikeresebb énekesnő
- 2004: Women’s World Awards - Világ művésze díj
- 2004: Fred-Jay-Preis
- 2008: Deutscher Preis für Wirtschaftskommunikation Díj Nena magániskolájának Neue Schule Hamburg
- 2008: Deutscher Kinderpreis (Német gyermekekért díj)